# Programa Acessa São Paulo

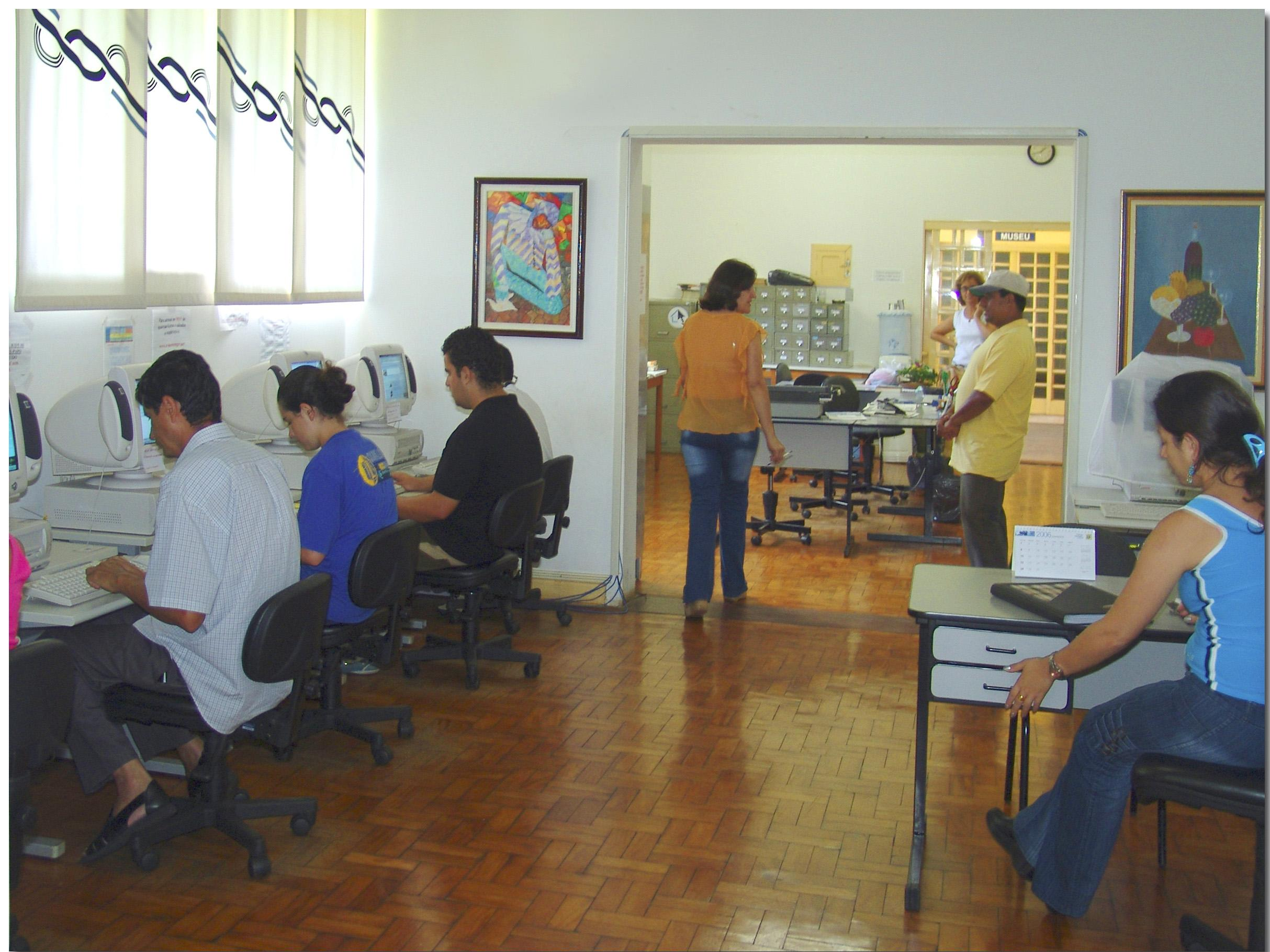
O programa em Avaré

O Acessa São Paulo é um programa de inclusão digital do Governo do estado de São Paulo coordenado pela Secretaria de Gestão Pública, com apoio da Prodesp - Companhia de Processamento de Dados do Estado de São Paulo.
Instituído em julho de 2000, sob coordenação do Assessor Especial de Mario Covas, Fernando Guarnieri, o Programa Acessa São Paulo oferece para a população do estado o acesso às Tecnologias da Informação e Comunicação (TICs), em especial à internet, contribuindo para o desenvolvimento social, cultural, intelectual e econômico dos cidadãos paulistas. O objetivo do programa é permitir que cidadãos de todos os níveis sócio-econômicos possam acessar as TICs e fazer uso dos serviço que a rede disponibiliza.
Para atingir seus objetivos, o Programa Acessa São Paulo abre e mantém telecentros, espaços públicos com computadores e conexão banda larga para acesso gratuito e livre à internet. Monitores capacitados dão suporte aos usuários do posto para o uso do computador e acesso à internet, oferecendo auxílio para a realização de tarefas escolares, pesquisa, uso de sites de redes sociais, entretenimento e serviços de governo eletrônico, entre outros.

## Postos do AcessaSP

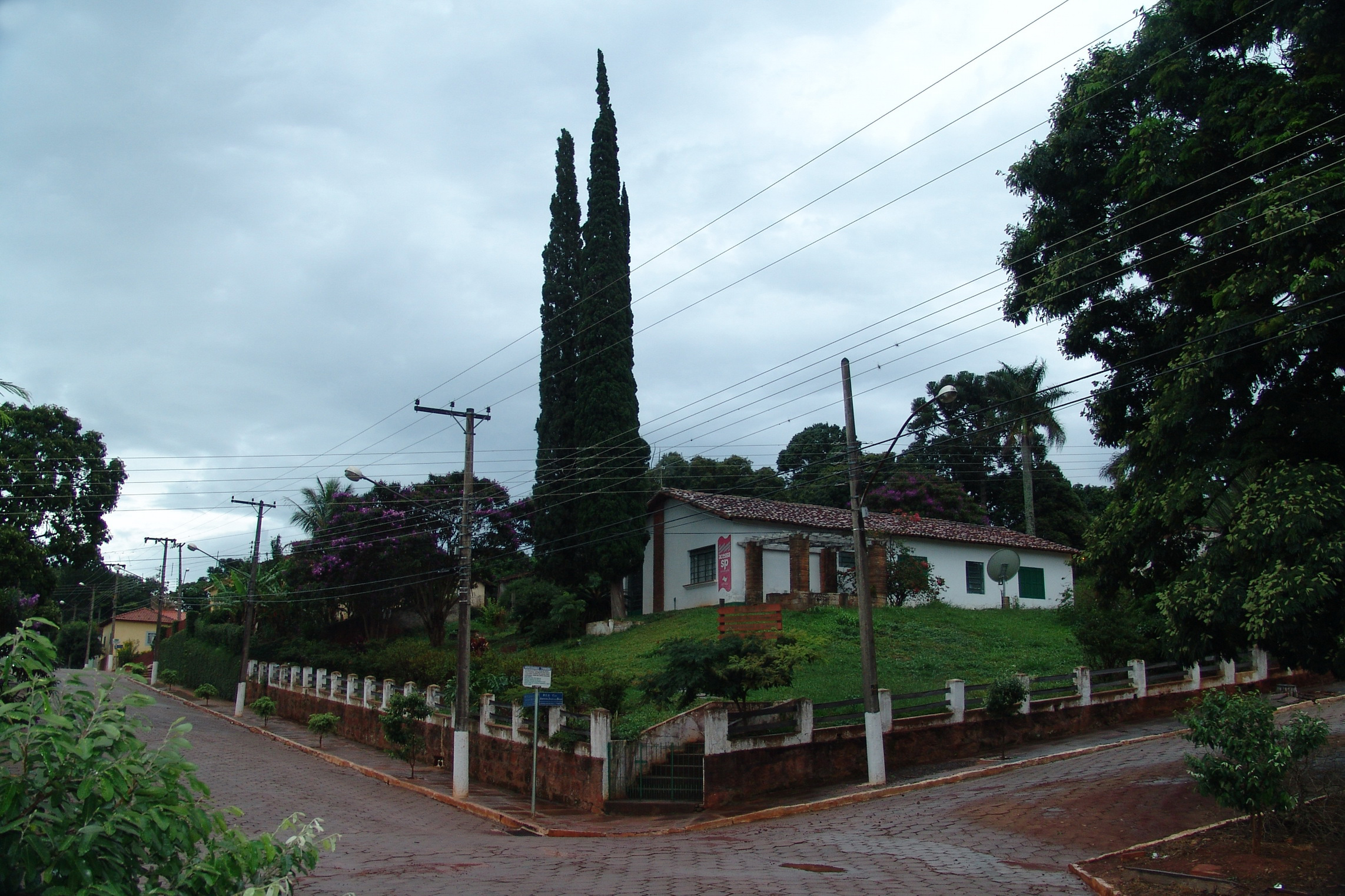
Posto do Acessa em Timburi

Para atender a população em suas diferentes necessidades e atingir seus objetivos de inclusão digital, o Programa Acessa São Paulo possui 2 tipos distintos de Posto, cada um com características especiais.
Municipais
Implantados em parceria com prefeituras paulistas, geralmente localizados nas bibliotecas municipais.
Postos Públicos de Acesso à Internet (POPAI)
Implantados em parceria com secretarias e órgãos do Governo do Estado de São Paulo, como os postos do Poupatempo, os restaurantes do Bom Prato, terminais de ônibus da EMTU, estações de trens da CPTM e do Metrô, Secretarias de estado, Centros de Integração da Cidadania (CICs) etc.
Até 2007, o Programa Acessa São Paulo também dispunha de Postos Comunitários, estabelecidos em parcerias com entidades comunitárias e localizados em sua maioria na periferia de São Paulo. Em 28 de novembro de 2007, a gestão desses postos foi transferida para o Governo da Cidade de São Paulo, por meio de um convênio assinado pelo então governador José Serra e o então prefeito Gilberto Kassab.

## Atividades integradas
Além da abertura e manutenção de telecentros, o Acessa São Paulo também desenvolve atividades importantes para a inclusão digital como:
- Produção de conteúdo digital e não-digital para a capacitação e informação da população atendida[4][5]
- Divulgação e facilitação do uso de serviços de governo eletrônico
- Promoção de ações presenciais e virtuais que possam contribuir para o uso cidadão da internet e das novas tecnologias
- Fomento a projetos comunitários com uso de tecnologia da informação[6]
- Produção de pesquisas e informações sobre inclusão digital[7]